# Drosophila parannularis
Drosophila parannularis är en tvåvingeart som beskrevs av Vilela och Gerhard Bächli 1990. Drosophila parannularis ingår i släktet Drosophila och familjen daggflugor.
Artens utbredningsområde är Costa Rica.